# Клер Вегінк
Клер Вегінк (нід. Claire Wegink; нар. 29 вересня 1967) — колишня нідерландська тенісистка.
Найвищу одиночну позицію світового рейтингу — 118 місце досягла 12 липня 1993, парну — 196 місце — 19 листопада 1990 року.
Здобула 9 парних титулів туру ITF.
Найвищим досягненням на турнірах Великого шолома було 2 коло в одиночному розряді.

## Фінали ITF
| турніри $25,000 |
| турніри $10,000 |

### Одиночний розряд (0–7)
| Результат | Ранг | Дата              | Турнір                           | Покриття   | Суперниця               | Рахунок        |
| --------- | ---- | ----------------- | -------------------------------- | ---------- | ----------------------- | -------------- |
| Поразка   | 1.   | 27 листопада 1988 | ITF Пфорцгайм, Західна Німеччина | Килим (i)  | Андреа Вопат            | 6–7, 5–7       |
| Поразка   | 2.   | 4 грудня 1988     | ITF Будапешт, Угорщина           | Килим      | Рената Шмекалова        | 3–6, 3–6       |
| Поразка   | 3.   | 7 травня 1990     | ITF Кашкайш, Португалія          | Ґрунт      | Ельс Калленс            | 1–6, 1–6       |
| Поразка   | 4.   | 19 січня 1992     | ITF Вудлендс, США                | Тверде     | Стелла Сампрас          | 0–6, 3–6       |
| Поразка   | 5.   | 27 січня 1992     | ITF Мідленд, США                 | Тверде (i) | Гелен Келесі            | 6–7(2), 6–7(8) |
| Поразка   | 6.   | 17 лютого 1992    | ITF Барселона, Іспанія           | Ґрунт      | Ева Бес                 | 6–7, 4–6       |
| Поразка   | 7.   | 26 липня 1992     | ITF Більбао, Іспанія             | Ґрунт      | Вірхінія Руано Паскуаль | 5–7, 2–6       |

### Парний розряд (9–3)
| Результат | Ранг | Дата              | Турнір                                  | Покриття   | Партнерка           | Суперниці                          | Рахунок       |
| --------- | ---- | ----------------- | --------------------------------------- | ---------- | ------------------- | ---------------------------------- | ------------- |
| Поразка   | 1.   | 26 лютого 1990    | ITF Віган, Велика Британія              | Тверде (i) | Єнні Тільманн       | Ельс Калленс Каролін Віллот        | 5–7, 0–6      |
| Перемога  | 1.   | 20 серпня 1990    | Чіангмай, Таїланд                       | Тверде     | Есмір Гогендорн     | Паулетте Морено Ораван Тхампенстрі | 6–3, 1–6, 6–1 |
| Перемога  | 2.   | 27 серпня 1990    | Накхонратчасіма, Таїланд                | Тверде     | Есмір Гогендорн     | Choi Jin Choi Jeom-sang            | 7–6(2), 6–2   |
| Перемога  | 3.   | 10 вересня 1990   | Бангкок, Таїланд                        | Тверде     | Есмір Гогендорн     | Забіне Ломанн Ульріке Пржисуха     | 6–0, 6–1      |
| Перемога  | 4.   | 15 жовтня 1990    | Бургдорф, Швейцарія                     | Килим (i)  | Забіне Ломанн       | Наталі Чан Мішель Штребель         | 4–6, 6–2, 6–4 |
| Перемога  | 5.   | 22 жовтня 1990    | Лісс (Берн), Швейцарія                  | Ґрунт (i)  | Забіне Ломанн       | Ілана Бергер Рона Маєр             | 6–1, 7–5      |
| Поразка   | 2.   | 18 лютого 1991    | Кройдон, Велика Британія                | Килим (i)  | Дорієн Вамелінк     | Сара Гомер Валда Лейк              | 3–6, 6–2, 5–7 |
| Перемога  | 6.   | 21 липня 1991     | Суб'яко, Італія                         | Ґрунт      | Наталі Балле        | Софія Гіорт Мар'я-Лійса Куурне     | 6–2, 6–3      |
| Перемога  | 7.   | 3 листопада 1991  | Кінгстон (Ямайка), Ямайка               | Тверде     | Джилліан Александер | Джин Лозано Емілі Вікейра          | 6–3, 6–1      |
| Перемога  | 8.   | 10 листопада 1991 | Санто-Домінго, Домініканська Республіка | Ґрунт      | Хрістіна Захаріду   | Аф'є Еверс Ївонне Кломпенгаувер    | 6–4, 6–4      |
| Поразка   | 3.   | 19 січня 1992     | Мішен (Техас), США                      | Тверде     | Джилліан Александер | С'юзен Джилкріст Вікі Пейнтер      | 4–6, 2–6      |
| Перемога  | 9.   | 21 вересня 1992   | ITF Ачиреале, Італія                    | Тверде     | Кіррілі Шарп        | Ана Сегура Ханет Соуто             | 4–6, 6–1, 6–1 |